# Правительство Павла Прокудина
В статье даются сведения о составе Правительства Приднестровской Молдавской Республики под председательством Павла Прокудина, действовавшего в период с 23 декабря 2015 по 17 декабря 2016.
По представлению нового премьер-министра Указом Президента ПМР от 29 декабря 2015 № 445 «Об утверждении системы и структуры исполнительных органов государственной власти Приднестровской Молдавской Республики» были внесены некоторые корректировки в структуру органов исполнительной власти республики:
- сокращение должностей вице-премьеров до двух единиц;
- переподчинение Службы государственного надзора ПМР Министерству юстиции ПМР;
- реорганизация Министерства регионального развития, транспорта и связи ПМР путём выделения из него главного управления развития СМИ, печатных изданий, полиграфии, взаимодействия со СМИ и связями с общественностью в самостоятельный орган — Государственную службу средств массовой информации ПМР;
- сокращение общего количества штатных единиц заместителей руководителей исполнительных органов власти (в т.ч. министерств и государственных администраций).

В общей совокупности было установлено, что систему исполнительных органов государственной власти образуют 11 министерств, 5 служб, 4 комитета и 7 государственных администраций городов и районов.

## Персональный состав
| Должность | Руководитель                         | Начало           | Окончание        |
| Председатель Правительства | Прокудин Павел Николаевич            | 23 декабря 2015  | 17 декабря 2016  |
| Первый заместитель Председателя Правительства | Парнас Майя Ивановна                 | 23 декабря 2015  | 29 декабря 2015  |
| Первый заместитель Председателя Правительства | Слинченко Алевтина Алексеевна        | 18 февраля 2016  | 17 декабря 2016  |
| Заместитель Председателя Правительства по вопросам правового регулирования и взаимодействия с органами государственной власти — Руководитель Аппарата Правительства | Кисничан Александр Андреевич         | 23 декабря 2015  | 17 декабря 2016  |
| Министр экономического развития | Слинченко Алевтина Алексеевна        | 23 декабря 2015  | 18 февраля 2016  |
| Министр экономического развития | Болтрушко Дмитрий Сергеевич          | 18 февраля 2016  | 17 декабря 2016  |
| Министр просвещения | Цивинская Татьяна Владимировна       | 23 декабря 2015  | 17 декабря 2016  |
| Министр сельского хозяйства и природных ресурсов | Кирста Андрей Борисович              | 23 декабря 2015  | 19 января 2016   |
| Министр сельского хозяйства и природных ресурсов | Тимотина Светлана Васильевна (и. о.) | 19 января 2016   | 15 марта 2016    |
| Министр сельского хозяйства и природных ресурсов | Тимотина Светлана Васильевна         | 15 марта 2016    | 17 декабря 2016  |
| Министр регионального развития, транспорта и связи | Медведев Андрей Владимирович         | 23 декабря 2015  | 29 декабря 2015  |
| Министр регионального развития, транспорта и связи | Гужев Пётр Михайлович                | 29 декабря 2015  | 17 декабря 2016  |
| Министр иностранных дел | Игнатьев Виталий Викторович (и. о.)  | 23 декабря 2015  | 31 августа 2016  |
| Министр иностранных дел | Игнатьев Виталий Викторович          | 31 августа 2016  | 17 декабря 2016  |
| Министр внутренних дел | Кузьмичев Геннадий Юрьевич           | 23 декабря 2015  | 30 декабря 2015  |
| Министр внутренних дел | Романюк Станислав Вячеславович       | 30 декабря 2015  | 17 декабря 2016  |
| Министр обороны | Лукьяненко Александр Алексеевич      | 23 декабря 2015  | 30 декабря 2015  |
| Министр обороны | Гоменюк Олег Владимирович            | 30 декабря 2015  | 18 августа 2016  |
| Министр обороны | Паулеско Руслан Васильевич           | 18 августа 2016  | 17 декабря 2016  |
| Министр по социальной защите и труду | Буланова Оксана Валерьевна           | 23 декабря 2015  | 29 декабря 2015  |
| Министр по социальной защите и труду | Русина Елена Владимировна (и. о.)    | 29 декабря 2015  | 30 декабря 2015  |
| Министр по социальной защите и труду | Куличенко Елена Николаевна           | 30 декабря 2015  | 17 декабря 2016  |
| Министр здравоохранения | Скрыпник Татьяна Сергеевна           | 23 декабря 2015  | 17 декабря 2016  |
| Министр финансов | Гиржул Елена Георгиевна              | 23 декабря 2015  | 29 декабря 2015  |
| Министр финансов | Неделков Дмитрий Дмитриевич (и. о.)  | 29 декабря 2015  | 11 января 2016   |
| Министр финансов | Молоканова Ирина Ивановна            | 11 января 2016   | 17 декабря 2016  |
| Министр юстиции | Зварыч Ольга Владимировна            | 23 декабря 2015  | 17 декабря 2016  |
| Глава администрации города Тирасполь и города Днестровск | Безбабченко Андрей Иванович          | 23 декабря 2015  | 28 сентября 2016 |
| Глава администрации города Тирасполь и города Днестровск | Данилюк Сергей Валерьевич            | 28 сентября 2016 | 17 декабря 2016  |
| Глава администрации города Бендеры | Глига Николай Яковлевич              | 23 декабря 2015  | 17 августа 2016  |
| Глава администрации города Бендеры | Делибалт Лада Владимировна (врио)    | 17 августа 2016  | 16 сентября 2016 |
| Глава администрации города Бендеры | Чайковская Людмила Ивановна          | 16 сентября 2016 | 17 декабря 2016  |
| Глава администрации Григориопольского района и города Григориополь                                                                                                  | Зыбин Александр Владимирович         | 23 декабря 2015  | 17 декабря 2016  |
| Глава администрации Дубоссарского района и города Дубоссары | Ковалёв Фёдор Григорьевич            | 23 декабря 2015  | 20 января 2016   |
| Глава администрации Дубоссарского района и города Дубоссары | Лубягин Александр Васильевич         | 20 января 2016   | 17 декабря 2016  |
| Глава администрации Каменского района и города Каменка | Сокирка Сергей Андреевич             | 23 декабря 2015  | 17 декабря 2016  |
| Глава администрации Рыбницкого района и города Рыбница | Демьянова Алла Фёдоровна             | 23 декабря 2015  | 19 января 2016   |
| Глава администрации Рыбницкого района и города Рыбница | Кирста Андрей Борисович              | 19 января 2016   | 17 декабря 2016  |
| Глава администрации Слободзейского района и города Слободзея | Петриман Леонид Назарович            | 23 декабря 2015  | 17 декабря 2016  |

## Иные органы исполнительной власти
| Орган                                                            | Руководитель                       | Начало           | Окончание        |
| В ведении Президента Приднестровской Молдавской Республики       |                                    |                  |                  |
| Администрация Президента                                         | Парнас Майя Ивановна (и. о.)       | 23 декабря 2015  | 28 сентября 2016 |
| Администрация Президента                                         | Парнас Майя Ивановна               | 28 сентября 2016 | 17 декабря 2016  |
| Комитет государственной безопасности                             | Лапицкий Михаил Леонидович         | 23 декабря 2015  | 17 декабря 2016  |
| Государственный таможенный комитет                               | Гервазюк Юрий Витальевич           | 23 декабря 2015  | 17 декабря 2016  |
| Следственный комитет                                             | Романюк Станислав Вячеславович     | 23 декабря 2015  | 30 декабря 2015  |
| Следственный комитет                                             | Дубровина Ольга Сергеевна (и. о.)  | 30 декабря 2015  | 10 февраля 2016  |
| Следственный комитет                                             | Дубровина Ольга Сергеевна          | 10 февраля 2016  | 17 декабря 2016  |
| Служба безопасности Президента                                   | Монул Сергей Николаевич            | 23 декабря 2015  | 17 декабря 2016  |
| Государственная служба судебных исполнителей                     | Бакрадзе Людмила Алексеевна        | 23 декабря 2015  | 17 декабря 2016  |
| В ведении Правительства Приднестровской Молдавской Республики    |                                    |                  |                  |
| Государственная служба средств массовой информации               | Делева Инна Леонидовна (и. о.)     | 29 марта 2016    | 16 декабря 2016  |
| Государственная служба средств массовой информации               | Колодка Лидия Вячеславовна (и. о.) | 16 декабря 2016  | 17 декабря 2016  |
| Комитет цен и антимонопольной деятельности                       | Улитка Виталий Павлович            | 23 декабря 2015  | 17 декабря 2016  |
| Государственная служба по спорту                                 | Тимотин Иван Фёдорович             | 23 декабря 2015  | 17 декабря 2016  |
| Государственная служба по культуре                               | Кырмыз Мария Андреевна             | 23 декабря 2015  | 17 декабря 2016  |
| Фонд государственного резерва                                    | Гагун Людмила Борисовна            | 23 декабря 2015  | 17 декабря 2016  |
| Служба государственного надзора                                  | Ильяшенко Наталья Александровна    | 23 декабря 2015  | 17 декабря 2016  |
| Государственная служба исполнения наказаний Министерства юстиции | Земцов Николай Николаевич (и. о.)  | 23 декабря 2015  | 2 февраля 2016   |
| Государственная служба исполнения наказаний Министерства юстиции | Земцов Николай Николаевич          | 2 февраля 2016   | 17 декабря 2016  |
| Государственная служба управления документацией и архивами       | Райчев Алексей Иванович            | 23 декабря 2015  | 17 декабря 2016  |
| Государственная служба геологии и недропользования               | ?                                  | ?                | ?                |
| Государственная служба статистики                                | Случинская Наталья Анатольевна     | 23 декабря 2015  | 17 декабря 2016  |